# Леонтина Лучаківська
Леонтина Лучаківська (2 вересня 1857, с. Довжанка — 1935) — авторка першої україномовної кулінарної книги-бестселера «Домашна кухня. Як варити і печи» (1910).

## Життєпис
Леонтина Лучаківська народилася 2 вересня 1857 року в селі Довжанка на Тернопільщині в родині священника Дмитра Лучаківського, який отримав тут парафію і служив у церкві св. Івана Богослова. Мати Антоніна походила із священницької родини Івана та Юліани Дольницьких. Батько свого часу навчався у Львівському університеті та Львівській духовній семінарії разом із Маркіяном Шашкевичем. Дівчинка була наймолодшою у родині, де було шестеро дітей: найстарший син Володимир і п'ятеро доньок — Кароліна, Людвига, Емілія, Олександра і Леонтина. Старший брат Леонтини Володимир Лучаківський був громадським діячем, доктором права, першим українцем — міським головою Тернополя у 1896—1903 роках. Амалія Лучаківська, дружина Володимира Лучаківського, активно займалася благодійною діяльністю. У міській чайній, яку вона заснувала, знаходили допомогу найбідніші.
Після смерті батька в 1885 році Леонтина разом із сестрою Олександрою переїхали до Львова. Тут вони прожили майже півстоліття. Леонтина померла в 1935 році у віці 77 років.

## Перша україномовна кулінарна книга-бестселер
Книга «Домашна кухня. Як варити і печи» вийшла у Львові в 1910 році Леонтині було на той час 52 роки. Видання повністю профінансував відомий у Галичині громадський діяч і меценат Микола Заячківський. Через два роки у 1912 році побачив світ другий ідентичний наклад книги. Львівська щоденна газета «Діло» ось так відгукнулася про вихід книги: «Се перша руська кухарська книжка, з якої кожда русинка може добре навчитися варити і печи найріжнорідніші страви на всі пори року, а до того дуже смачні і дешеві, і печи всякі смачні і також дешеві печива». До видання увійшло 455 переписів, зібраних у 17 розділів («Росоли і зупи», «Соси до мяса», «Мяса», «Паштети, паштетики, тісто французьке і крухе до паштетів», «Ярина», «Компоти», «Салати», «Морожене» та ін.). Широкий діапазон представлених рецептів — від найпростіших та економних (яйця в майонезі, макарони до росолу, зупа помідорова, зупа яринна) до вишуканих із багатьма дорогими інгредієнтами (серна, паштетики з серни, пантарки печені, перепелиця з рижом, квічоли, бекаси, чмілюхи). Рецепти репрезентують як українську галицьку кухню (сальцесон подільський, валочки должанецькі до чаю, булки подільські без яєць, книшики домаморицькі, цвібак ломницький), буковинську (медівик буковинський), так і єврейську (булки жидівські шабасові, прецлики з маком до чаю) та європейську — австрійську, польську, французьку, італійську (тісточка французькі з пінкою, бабочка гольштинська, бабка німецька до кави, зупа італійська ковбаски віденські, тісточка віденські, тісточка еспанські, торт прованський та ін.).
Кулінарна книга Леонтини Лучаківської сьогодні цікава як багатьма актуальними рецептами (які можна практично реалізувати), так і стравами, що мають здебільшого історичну цінність, через втрату чи недоступність складників до них (бекаси, чмелюхи, серна, олень та ін.). Окрім рецептів, книга наповнена рекомендаціями досвідченої господині, що стосуються нюансів приготування страв, культури їх подачі та поведінки за столом. У ній можна знайти багато рецептів випічки і «теплих страв», які, ймовірно, могли подавати в чайній Амалії Лучаківської. А ще можна прочитати, як виглядало урочисте чаювання знатної родини.
Ось так у 1910 році Леонтина Лучаківська подавала «Чай на підвечірок»:
|  | Чай приладжує ся на креденсі. [Треба] покласти на столі плиткі тарелі, накриті серветою, десерові тарельці не розставляні (гості самі беруть), ножі, десерові ножики і вилки. [Подається] шинка, масло сарделеве (анчоусне, — авт.) і свіже, гріночки, канапки, рум (ром, — авт.), непражена сметанка, цитрина, покраяна в пластинки, тісточка, торти, конфітури, свіжі і обсмажувані медівнички, пампушки. [За] пів години до чаю дає ся крухий (пісочний, — авт.) торт із пінкою, до того солодке вино. Все те має бути приладжуване на окремім столі. |

Книга Леонтини Лучаківської є також пам'яткою української літературної мови початку ХХ ст. Словник, вміщений наприкінці видання, допоможе сучасному читачеві краще зорієнтуватися у старовинних кулінарних рецептах.

## Інші праці
Друга частина відомої книги «Українсько-англійська кухарка» належить авторству Леонтини Лучаківської. Книга складається з 3 частин — «Ч.1. Практичні поради і пояснення в українській мові як варити і печи на англійський спосіб», «Ч.2. Старокраєва домашня кухня» і «Ч.3. Вказівки для здоровля», а також коротких розділів — «Ріжні приписи», «Річи що їх варто знати», «Тоалєтові поради» та «Роблення домашніх напитків». Обкладинка та форзаци цього примірника втрачені, тому рік та місце видання невідомі. Проте, відомо, що одне з перших видань було надруковане в видавництві «Канадійський фермер» у Вінніпегу в 1910 році, а інше — в Нью-Йорку у видавництві «Говерля» у 1953 році. Цю книжку згадує в передмові до свого словника Наталія Чапленко у 1980 році: «У Канаді коштом „Української книгарні“ видано книжку „Українськоанглійська кухарка“ (без року видання), яка ще й досі є на книгарському ринку. Перша частина — це переклад з англійського видання „White House Cook Book“, а в ній заголовки приписів подано англійською і українською мовами. Це творить перший англо-український слівничок, хоч ці переклади не всі вдалі, а на теперішний час застарілі. Друга її частина „Старокраєва домашня кухня“ — це кух. приписи Леонтини Лучаковської. Це єдина куховарська книжка українською мовою, яку мені удалося знайти в Канаді».